# براين روبسون

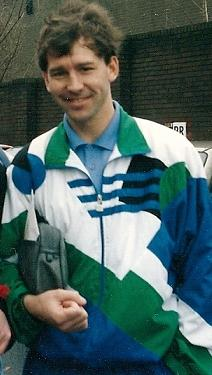
براين روبسون

براين روبسون (بالإنجليزية: Bryan Robson)‏، من مواليد 11 يناير 1957 في ويتون غيلبرت في إنجلترا، لاعب كرة قدم إنجليزي سابق، ومدرب كرة قدم حالي.
بدأ مسيرته الكروية مع نادي وست برومتش ألبيون في عام 1975، ولعب معهم حتى عام 1981، وقد شارك معهم في 197 مباراة وسجل 39 هدف، وفي عام 1981 انتقل إلى نادي مانشستر يونايتد، ولعب معهم حتى عام 1994، وقد شارك معهم في 345 مباراة وسجل 74 هدف، وفي عام 1994 انتقل إلى نادي مدلزبرة الإنجليزي، ولعب معهم حتى عام 1996، وقد شارك معهم في 25 مباراة وسجل هدف واحد.
و قد لعب مع منتخب إنجلترا لكرة القدم بين عامي 1980 و1991، وقد شارك معهم في 90 مباراة وسجل 27 هدف. وبعد أن أعتزل، اتجه إلى التدريب، ودرب نادي مدلزبرة بين عامي 1994 و2001، وقد كان مساعدا لمدرب منتخب إنجلترا لكرة القدم بين عامي 1994 و1996، وفي موسم 2002/2003 درب نادي برادفورد، وفي عام 2004 درب نادي وست برومتش ألبيون، وتركهم في عام 2006.
شارك في ثلاث بطولات لكاس العالم أعوام 1982-1986-1990...وقد حمل شارة قيادة المنتخب الإنجليزي في بطولتي 86 و90....

## مسيرته الكروية
لعب براين روبسون خلال مسيرته الاحترافية مع 3 أندية في أربعة وعشرون موسمًا وسجل خلالها 114 هدف ضمن 567 مباراة. حيث فاز في أربعة مواسم بالكأس وفي موسمين بالدوري.
خاض براين روبسون مسيرته مع نادي وست بروميتش ألبيون في موسم 1974–75 ليلعب معه ثمانية مواسم، مشاركًا في 197 مباراة سجل خلالها 39 هدفًا. ثم انتقل إلى نادي مانشستر يونايتد في موسم 1981–82 ليلعب معه ثلاثة عشر موسمًا، حيث شارك في 345 مباراة سجل خلالها 74 هدفًا. لينتقل بعدها إلى نادي ميدلزبره في موسم 1994–95 واستمر معه طيلة ثلاثة مواسم، مشاركًا في 25 مباراة سجل خلالها هدفًا واحدًا.

## روابط خارجية
- براين روبسون على موقع IMDb (الإنجليزية)
- براين روبسون على موقع قاعدة بيانات الفيلم (الإنجليزية)

- براين روبسون على موقع الاتحاد الدولي (مؤرشف)  (الإنجليزية)
- براين روبسون على موقع الاتحاد الأوربي (الإنجليزية)
- براين روبسون على موقع قاعدة بيانات كرة القدم.إي يو (الإنجليزية)
- براين روبسون على موقع بيانات كرة القدم. دي إي (الألمانية)
- براين روبسون على موقع ناشيونال فوتبول تيمز (الإنجليزية)
- براين روبسون على موقع Soccerbase.com (لاعب) (الإنجليزية)
- براين روبسون على موقع Soccerbase.com (مدرب) (الإنجليزية)
- براين روبسون على موقع عالم كرة القدم.نت (الإنجليزية)
- براين روبسون على موقع كووورة